# Шинейд О’Конър
Шухада Садакат (на английски: Shuhada' Sadaqat; родена Шинейд Мари Бернадет О’Конър, на английски: Sinéad Marie Bernadette O'Connor, английско произношение: /ʃɪˈneɪd oʊˈkɒnər/;) е ирландска музикантка – изпълнителка, авторка на песни, китаристка.

## Биография
О'Конър е родена на 8 декември 1966 г. в Дъблин, Ирландия.
Дебютният ѝ албум The Lion and the Cobra („Лъвът и кобрата“) е издаден през 1987 г. Достига челни позиции в музикалните класации в Ирландия и Обединеното кралство.
Печели международна известност след като песента ѝ Nothing Compares 2 U („Нищо не може да се сравни с теб“) става сингъл номер едно в класацията на Billboard Music Awards през 1990 г. Песента е написана и композирана от Принс. Албумът I Do Not Want What I Haven't Got, от който е сингълът, печели „Грами“ в категорията алтернативна музика.
Без колебание изразява силни позиции по теми като организираната религия, правата на жените, войната, сексуалните посегателства над деца. 
О’Конър е ръкоположена за свещеник в Ирландската ортодоксална, католическа и апостолическа църква, църковна група без връзка с Католическата църква. Не пести критики към Ватикана, папите и Католическата църква въобще, като често се позовава на скандалите, свързани със сексуални посегателства над деца. Във връзка с това, Шинийд О’Конър открито заявява, че трябва да се изгради нова църква, ако свързаните, пряко или непряко, с педофилските скандали не я напуснат. През 1992 г. предизвиква силни реакции след като къса снимка на папа Йоан Павел II по време на телевизионното предаване Saturday Night Live.
Споделя, че се интересува от религии, но не би искала да ѝ е прикачен етикет за принадлежност. Причислявала се е и към растафарианството. През 2017 г. О’Конър променя името си на Магда Давит, а след като приема исляма през 2018 г., взема името Шухада Садакат.
О’Конър се омъжва четири пъти, като има проблемен личен живот. Тя открито споделя проблемите с психичното си здраве в социалните медии, споделяйки, че е диагностицирана с биполярно разстройство. Има 4 деца, но 17-годишният ѝ син Шейн се самоубива през 2022 г.
На 26 юли 2023 56-годишната О'Конър е намерена мъртва в апартамента си в Лондон.